# Charles Alain Marie Berthelot
Pour les articles homonymes, voir Berthelot.
Ne doit pas être confondu avec Charles Berthelot.
Charles Alain Marie Berthelot (Plounéventer, 4 mai 1874-La Roche-Maurice, 6 août 1949) est un officier de marine français.

## Biographie
Il entre à l'École navale en octobre 1889 et en sort aspirant de 2e classe en août 1891. Il sert alors en escadre du Nord sur la Victorieuse puis, aspirant de 1re classe (décembre 1892) passe sur le Suffren en tant qu'aspirant de majorité à l'état-major du commandant en chef de l'escadre du Nord.
Officier de manœuvre sur le torpilleur Salve (novembre 1893), enseigne de vaisseau (octobre 1894), il est second en 1895 du torpilleur Dauphin en escadre du Nord puis du Salve (1897) et passe à la défense mobile de Brest avant d'embarquer en janvier 1898 sur le vaisseau-école des torpilleurs Algésiras à Toulon comme élève officier.
En 1898, il sert sur le Guichen en escadre de Méditerranée et devient officier torpilleur sur le croiseur Cosmao au Levant et, en mai 1899 à Constantinople puis en décembre 1900 sur le torpilleur La Hire et en février 1902 sur le croiseur Chanzy.
Lieutenant de vaisseau (janvier 1902), second de l'aviso Élan à Brest (1903), il participe à une campagne en Extrême-Orient sur le croiseur Gueydon (1905-1906) et prend en 1907 le commandement d'un petit torpilleur numéroté à Cherbourg.
Élève de l'École supérieure de la marine (janvier 1909) dont il sort breveté, il est aussitôt envoyé sur le cuirassé Démocratie en Méditerranée. En 1911, il commande le contre-torpilleur Lansquenet en armée navale et devient aide de camp de l'amiral Chocheprat. En février 1913, il est nommé préfet maritime de Brest et sert en novembre comme officier d'ordonnance du ministre. Il passe ensuite à la 4e section de l’État-major général et en septembre 1914 à celui de l'armée navale sur le Courbet.
Capitaine de frégate (juillet 1915), sous-chef d'état-major de la 1re escadre sur le Diderot, il commande en août 1916 le croiseur auxiliaire Champagne et assure en mer de Norvège, en Islande et jusqu'à Arkhangelsk de difficiles missions d'escorte de convois. Lors d'une de ses missions, il attaque au canon un sous-marin.
Chef de la 4e section de l’État-major général (juillet 1917), promu capitaine de vaisseau en septembre 1918, il commande le croiseur Amiral Aube et mène une croisière aux Canaries (1919) qui lui vaut les félicitations du ministre des Affaires étrangères. En mai 1920, il commande le croiseur cuirassé Marseillaise en escadre de l'Atlantique puis en juillet 1921 l'Ernest Renan au Levant.
Entré en décembre 1922 à l’École de guerre et au Centre des hautes études navales, l'amiral Ratyé lui en confie la direction. Promu contre-amiral (juin 1926), il commande le secteur de défense de Bizerte et la marine en Tunisie puis, en août 1927, la 2e division de ligne avec pavillon sur le Paris et le Jean Bart.
Major général à Brest (septembre 1929), nommé vice-amiral (décembre 1930), il devient préfet maritime de Cherbourg en janvier 1931 puis commande en chef les forces navales d'Extrême-Orient avec pavillon sur le croiseur Primauguet en décembre.
Préfet maritime de Toulon (juillet 1934), il prend sa retraite en mai 1936.

## Distinctions
- Grand officier de la Légion d'honneur (3 juillet 1933)
  -  Commandeur de la Légion d'honneur (8 juillet 1927)
  -  Officier de la Légion d'honneur (5 mai 1919)
  -  Chevalier de la Légion d'honneur (9 juillet 1907)
- Croix de guerre 1914–1918